# کریلزهایم
شهر کریلزهایم در ایالت بادن-وورتمبرگ در کشور آلمان واقع شده است.